# Chongjin
Ch'ŏngjin (phát âm tiếng Hàn Quốc: [tsʰʌŋ.dʑin]; tiếng Triều Tiên: 청진시; McCune–Reischauer: Ch'ŏngjin-si; Hán Việt: Thanh Tân) là thủ phủ của tỉnh Hamgyong Bắc và là thành phố lớn thứ ba tại Cộng hòa Dân chủ Nhân dân Triều Tiên. Nó đôi khi còn được gọi là "thành phố sắt". Từ năm 1960 đến 1967 và từ năm 1977 đến 1985, Ch'ŏngjin được tách khỏi tỉnh Hamgyŏng Bắc và trở thành một thành phố trực thuộc trung ương (Chikhalsi). Trước năm 1960, từ năm 1967 đến 1977, và từ năm 1985 đến nay, thành phố sáp nhập trở lại vào tỉnh Hamgyŏng Bắc.

## Lịch sử
Chongjin từng là một làng chài nhỏ trước khi Nhật Bản chiếm đóng Triều Tiên; ngày thành lập của nó là không rõ. Các ký tự Trung Quốc cho tên của nó có nghĩa là 'lòng sông trong vắt'. 
Trong Chiến tranh Nga-Nhật năm 1904-1905, các lực lượng đế quốc Nhật Bản đã đổ bộ vào Chongjin và thành lập một căn cứ tiếp tế do nằm gần chiến tuyến trong vùng Mãn Châu. Người Nhật vẫn ở lại đây sau khi kết thúc chiến tranh, và vào năm 1908, họ tuyên bố thành phố là một cảng giao dịch mở cho cả việc vận chuyển tài nguyên của Triều Tiên và là điểm dừng chân của các tài nguyên từ Trung Quốc. Thành phố này được biết đến trong thời kỳ này với tên gọi là Seishin, theo cách phát âm tiếng Nhật của các ký tự Trung Quốc cho tên của nó. Sư đoàn 19 của Quân đội Hoàng gia Nhật Bản có trụ sở tại Ranam từ năm 1918, nơi Nhật Bản xây dựng một thành phố theo kế hoạch mới dựa trên một mạng lưới đường phố hình chữ nhật. Năm 1930, tập đoàn Nhật Nippon Steel đã xây dựng một nhà máy thép lớn, công trường thép Seishin, trong thành phố. Ranam bị sáp nhập vào Chongjin năm 1940, được nâng cấp lên thành thành phố. Thành phố đã bị tàn phá sau một cuộc kháng chiến ngắn ngủi của Liên Xô vào ngày 13 tháng 8 năm 1945, chỉ hai ngày trước khi kết thúc Thế chiến thứ II.
Dưới sự quản lý của Bắc Triều Tiên, Chongjin vẫn là một trung tâm quân sự và công nghiệp quan trọng. Nó được quản lý trực tiếp bởi chính phủ trung ương từ năm 1960-1967 và từ 1977-1988.
Trong nạn đói Bắc Triều Tiên những năm 1990, Chongjin là một trong những địa điểm bị ảnh hưởng nặng nề nhất ở nước này; tỷ lệ tử vong của người dân tại đây có thể lên tới 20 %. Điều kiện thành phố vẫn còn kém về khả năng cung cấp thực phẩm. Vấn đề này đã gây ra một số trường hợp bất ổn dân sự ở Chongjin, một điều hiếm thấy ở Cộng hòa Dân chủ Nhân dân Triều Tiên. Ngày 4 tháng 3 năm 2008, một đám đông thương nhân nữ đã phản đối việc kiểm soát chặt chẽ thị trường của chính quyền. Giá ngũ cốc tăng và các nỗ lực của chính phủ nhằm cấm "bán hàng rong trên thị trường" đã được trích dẫn là nguyên nhân của các cuộc biểu tình. Do các cuộc biểu tình, chính quyền địa phương Chongjin "đã đăng một tuyên bố cho phép bán hàng rong trên các chợ." Vào ngày 24 tháng 8 năm 2008, một cuộc đụng độ đã xảy ra giữa các nhân viên tuần tra và các thương nhân nữ, đã leo thang thành một "cuộc biểu tình lớn". Được biết, chính quyền địa phương Chongjin đã ban hành các hướng dẫn bằng lời nói làm giảm bớt các hoạt động thực thi của các nhân viên tuần tra cho đến thời điểm khẩu phần ngũ cốc tiếp theo.
Năm 2003, chính quyền Cộng hòa Dân chủ Nhân dân Triều Tiên đã cho thành lập một thương cảng cho vùng đông bắc Triều Tiên tại đây. Cộng hòa Nhân dân Trung Hoa và Nga cũng mở các lãnh sự quán của mình tại Chongjin và là thành phố duy nhất tại Triều Tiên có lãnh sự quán.

## Hành chính
Từ năm 1948 đến 1960, 1967 đến 1977, và 1987 đến nay, Ch'ŏngjin là một phần của tỉnh Hamgyong Bắc. Từ năm 1960 cho đến 1967, và từ 1977 đến 1987, Chongjin được quản lý như một thành phố trực thuộc trung ương.
Ch'ŏngjin được chia thành 7 phường ("Kuyŏk").
- Ch'ŏngam-guyŏk (청암구역; 青岩區域)
- P'ohang-guyŏk (포항구역; 浦港區域)
- Puyun-guyŏk (부윤구역; 富潤區域)
- Ranam-guyŏk (라남구역; 羅南區域)
- Sinam-guyŏk (신암구역; 新岩區域)
- Songp'yŏng-guyŏk (송평구역; 松坪區域)
- Sunam-guyŏk (수남구역; 水南區域)

Chongjin được chia thành 7 khu vực: Khu vực Thương mại Trung tâm phát triển về phía nam, và khu vực bờ biển gần với cửa sông Sosongchon. Thành phố cách biên giới Trung Quốc 80 km, và ví trí gần gũi đó cho phép thành phố có một thị trường phát triển với các hàng hóa Trung Quốc được bán trên đường phố. Ngoài thủ đô Bình Nhưỡng, Chongjin là một trong những nơi tiêu thụ hàng hóa lớn nhất tại CHDCND Triều Tiên.

## Địa lý
Chongjin nằm ở đông bắc của Triều Tiên, thuộc tỉnh Hamgyong Bắc, gần Vịnh Đông Triều Tiên (vịnh Kyŏngsŏng) thuộc Biển Nhật Bản. Sông Sosong chạy qua thành phố; trong thành phố còn có suối Sonam và núi Komal.

### Khí hậu
Chongjin có khí hậu lục địa ẩm ướt (phân loại khí hậu Köppen:  Dwb ) với mùa đông lạnh, khô và mùa hè ấm áp, mưa nhiều.
| Dữ liệu khí hậu của Chongjin            | Dữ liệu khí hậu của Chongjin | Dữ liệu khí hậu của Chongjin | Dữ liệu khí hậu của Chongjin | Dữ liệu khí hậu của Chongjin | Dữ liệu khí hậu của Chongjin | Dữ liệu khí hậu của Chongjin | Dữ liệu khí hậu của Chongjin | Dữ liệu khí hậu của Chongjin | Dữ liệu khí hậu của Chongjin | Dữ liệu khí hậu của Chongjin | Dữ liệu khí hậu của Chongjin | Dữ liệu khí hậu của Chongjin | Dữ liệu khí hậu của Chongjin |
| Tháng                                   | 1                            | 2                            | 3                            | 4                            | 5                            | 6                            | 7                            | 8                            | 9                            | 10                           | 11                           | 12                           | Năm                          |
| --------------------------------------- | ---------------------------- | ---------------------------- | ---------------------------- | ---------------------------- | ---------------------------- | ---------------------------- | ---------------------------- | ---------------------------- | ---------------------------- | ---------------------------- | ---------------------------- | ---------------------------- | ---------------------------- |
| Trung bình ngày tối đa °C (°F)          | 0.0 (32.0)                   | 1.6 (34.9)                   | 6.8 (44.2)                   | 13.3 (55.9)                  | 18.2 (64.8)                  | 20.6 (69.1)                  | 24.5 (76.1)                  | 25.7 (78.3)                  | 22.5 (72.5)                  | 16.8 (62.2)                  | 8.8 (47.8)                   | 2.1 (35.8)                   | 13.4 (56.1)                  |
| Trung bình ngày °C (°F)                 | −5.6 (21.9)                  | −4.3 (24.3)                  | 1.0 (33.8)                   | 6.9 (44.4)                   | 11.2 (52.2)                  | 15.7 (60.3)                  | 20.3 (68.5)                  | 21.5 (70.7)                  | 17.1 (62.8)                  | 10.7 (51.3)                  | 3.5 (38.3)                   | −3.1 (26.4)                  | 7.9 (46.2)                   |
| Tối thiểu trung bình ngày °C (°F)       | −11.1 (12.0)                 | −10.1 (13.8)                 | −4.7 (23.5)                  | 0.5 (32.9)                   | 5.6 (42.1)                   | 10.8 (51.4)                  | 16.1 (61.0)                  | 17.3 (63.1)                  | 11.7 (53.1)                  | 4.6 (40.3)                   | −1.8 (28.8)                  | −8.3 (17.1)                  | 2.6 (36.6)                   |
| Lượng Giáng thủy trung bình mm (inches) | 10 (0.4)                     | 10 (0.4)                     | 19 (0.7)                     | 30 (1.2)                     | 57 (2.2)                     | 94 (3.7)                     | 112 (4.4)                    | 155 (6.1)                    | 94 (3.7)                     | 44 (1.7)                     | 30 (1.2)                     | 14 (0.6)                     | 669 (26.3)                   |
| Nguồn: Climate-Data.org                 |                              |                              |                              |                              |                              |                              |                              |                              |                              |                              |                              |                              |                              |

## Kinh tế
Chongjin là một trong những trung tâm công nghiệp thép và sợi quan trọng của CHDCND Triều Tiên. Thành phố có một nhà máy đóng tàu, đầu máy, và một nhà máy cao su. Gần cảng là công ty thép Chongjin, công ty sợi hóa chất, nhà máy sản xuất mỏ than 10 tháng 5, và nhà máy sắt và thép Kimchaek (được gọi là Nippon Steel trong thời kỳ chiếm đóng của Nhật Bản); tuy nhiên các hoạt động công nghiệp trong thành phố đã bị trì trệ nghiêm trọng do thiếu nguồn lực. Mặc dù vậy, Chongjin được ước tính đóng góp 24% vào ngoại thương của Triều Tiên và nơi đặt một lãnh sự Trung Quốc thường trú phục vụ các thương nhân và doanh nhân Trung Quốc hoạt động ở phía đông bắc của đất nước này. Chongjin cũng có chợ Sunam, một ví dụ về mầm mống kinh tế thị trường ở CHDCND Triều Tiên.
Do tập trung nhiều ngành công nghiệp trong khu vực, Chongjin cũng là điểm đen về ô nhiễm không khí của Triều Tiên. Với sự sụp đổ của Liên Xô và sự thiếu hụt dầu sau đó để tạo ra điện, nhiều các nhà máy đã bị đóng cửa. Một trong những quan chức cấp cao đầu tiên của Liên Hợp Quốc được phép đến thăm khu vực này, Tun Myat, đã quan sát vào năm 1997 khi cuộc khủng hoảng kinh tế ở Triều Tiên lên đến đỉnh điểm: "Chongjin giống như một khu rừng kim loại phế liệu, với những nhà máy khổng lồ dường như biến mất trên hàng dặm và dặm đã được biến thành xô gỉ. Tôi đã đi khắp nơi trên thế giới, và tôi chưa bao giờ thấy bất cứ điều gì tương tự như thế này."

### Các ngành công nghiệp khác
- Xưởng may Chosun – sản xuất vải Vinylon
- Công ty phát thanh truyền hình tỉnh Hangyong Bắc
- Công ty hươu Majon – làm thuốc từ gạc hươu
- Công ty xây dựng kim loại thứ hai
- Suối nước nóng Onpho – suối nước nóng được dành cho các quan chức của đảng và được bảo vệ bởi quân đội
- Hầm mỏ Soenggiryong – mỏ cao lanh

Khu vực này có ít đất canh tác, vì vậy nạn đói trong những năm 1990 đã khiến cư dân Chongjin đặc biệt khó khăn. Vào cuối những năm 1990, cư dân thành phố đã trải qua một tỷ lệ tử vong cao nhất từ nạn đói, có thể lên tới 20% dân số. Đến năm 1995, số lượng ếch địa phương bị tuyệt chủng do săn bắt quá mức.

### Nhà tù
- Trong nhà tù Chongjin (trại tù chính trị Kwan-li-so số 25), một nhà tù lớn ở Susong-dong (phía bắc của Chongjin), hơn 3.000 tù nhân buộc phải sản xuất xe đạp và các sản phẩm tiêu dùng khác.[10]
- Nhà tù Chongori (trại tù cải tạo Kyo-hwa-so 12) nằm ở giữa Chongjin và Hoeryong.[1]
- Trại giam Nongpo, được xây dựng trong thời kỳ chiếm đóng của Nhật Bản, vẫn đang được sử dụng nhưng dưới sự quản lý mới.[1]

### Hàng hải
Cảng Chongjin đã trở thành một thành phần quan trọng trong vận tải thương mại quốc tế bận rộn với các khu vực lân cận của Đông Á và Đông Nam Á. Trong số tám cảng vận chuyển quốc tế của Triều Tiên, Chongjin được cho là quan trọng nhất về kinh tế (sau cảng Nampho ở bờ tây) và phục vụ như một cơ sở thương mại cho Nga và Nhật Bản. Chongjin cũng tự hào có một câu lạc bộ thủy thủ phục vụ cho các thuyền viên nước ngoài cũng như một cơ sở gặp gỡ cho người Triều Tiên và người nước ngoài tham gia vào vận tải thương mại.
Trung Quốc và Nga đã thành lập lãnh sự quán của họ ở Chongjin. Đây là thành phố duy nhất của Triều Tiên ngoài Bình Nhưỡng có một lãnh sự quán nước ngoài. Chongjin là trung tâm hành chính của tỉnh Hamgyong Bắc.

## Giao thông

### Hàng không
Sân bay Chongjin ở huyện Orang cách trung tâm thành phố 40 km. Sân bay có một đường băng 2.000 m (6.600 ft) phục vụ cho cả mục địch quân sự và dân sự (CHO). Triều Tiên đã lên kế hoạch nâng cấp một sân bay cũ gần Hamhung vào cuối năm 2003, để nó có đường băng 4.000 m (13.000 ft) và sẽ hoạt động như một sân bay quốc tế thứ hai của quốc gia bên cạnh sân bay quốc tế Sunan. Tuy nhiên, dự án này vẫn chưa được hoàn thành.

### Đường sắt
Đường sắt Wonson-Rason và Đường sắt Chongjin-Rason (tuyến Pyongra) được vận hành bởi Korean State Railway kết nối Rason và thủ đô Bình Nhưỡng.

### Giao thông đô thị
Chongjin là thành phố duy nhất ở Triều Tiên ngoài Bình Nhưỡng vận hành hệ thống xe điện. Những chuyến tàu này đều đã qua sử dụng từ Bình Nhưỡng. Ban đầu, nó được lên kế hoạch là một hệ thống 32 km (20 mi), nhưng chỉ có giai đoạn 1, 6 km (3,7 mi), và giai đoạn 2, 7 km (4,3 mi), là đã hoàn thành. Giai đoạn 3, 8 km (5,0 mi), đã không được hoàn thành do thiếu vốn. Ngoài ra, do thiếu điện, xe điện chạy không thường xuyên. Bên cạnh xe điện, xe điện bánh hơi đẩy cũng hoạt động, nhưng chúng chỉ hoạt động hai giờ một ngày. Taxi tư nhân không tồn tại.
Đường chính và duy nhất, được gọi là Đường số 1, là đường cao tốc có sáu làn, giao cắt với thành phố.

## Giáo dục

### Các trường đại học và cao đẳng
Có một số cơ sở giáo dục đại học do nhà nước đặt tại đây, chẳng hạn như:
- Đại học Công nghệ Chongjin
- Đại học mỏ Chongjin
- Đại học Sư phạm Chongjin 1 (Đại học Oh Jungheup)
- Đại học Sư phạm 2
- Đại học Hambuk
- Đại học Y Chongjin
- Đại học Công nghiệp nhẹ Chongjin
- Cao đẳng Kỹ thuật Kim loại Chongjin
- Cao đẳng Kỹ thuật Tự động hóa Chongjin

Trường Đại học Sư phạm Kim Jong-suk, được đặt theo tên mẹ của Kim Jong-il, Kim Jong-suk, tọa lạc ở Chongjin.

### Trường học
Các trường dành cho học sinh tài năng và năng khiếu bao gồm:
- Trường trung học cơ sở số 1 Chongjin
- Học viện Ngoại ngữ Chongjin
- Viện nghệ thuật Chongjin

## Văn hóa
Chongjin có một trung tâm nghiên cứu thủy sản. Thành phố cũng có các danh lam thắng cảnh nổi tiếng bao gồm suối nước nóng và núi Chilbo. Nơi đây có một vườn thú nhưng không có động vật trong đó. Đặc sản nổi tiếng nhất của Chongjin là thịt mực.
Thành phố này là quê hương của đội bóng đá Ch'ŏngjin Chandongcha.
Tờ báo địa phương của thành phố là Hambuk Daily.
Chongjin được giới thiệu trong cuốn sách Không có gì để ghen tị: Cuộc sống bình thường ở Triều Tiên của Barbara Demick.

### Địa điểm văn hóa khác
- Nhà hát tỉnh Hamgyong Bắc
- Khách sạn Chonmasan cho du khách nước ngoài lưu trú, được xây dựng để truyền đạt sức mạnh của chính phủ đối với cá nhân; vào năm 1997, một nhân viên cứu trợ người Pháp từ tổ chức Action contre la Faim đã được phép ở lại đó nhưng không được ra khỏi khách sạn để quan sát tình trạng nạn đói.[1]
- Quảng trường Pohanng có tượng đồng cao 25 feet và Bảo tàng Lịch sử Cách mạng
- Inmin Daehakseup Dang (Nhà học tập của mọi người)

## Thành phố kết nghĩa
Chongjin có hai thành phố kết nghĩa:
- Trường Xuân, Trung Quốc[12]
- Thành phố Cát Lâm, Trung Quốc[13]

## Hình ảnh

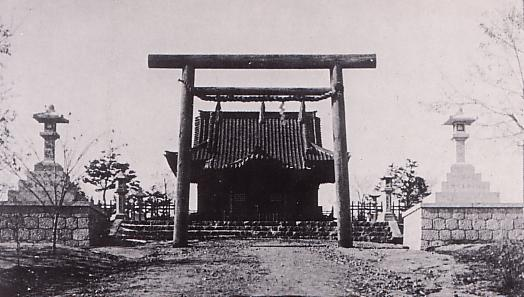
Đền thờ Thần đạo Ranam trong thời kỳ Nhật Bản chiếm đóng
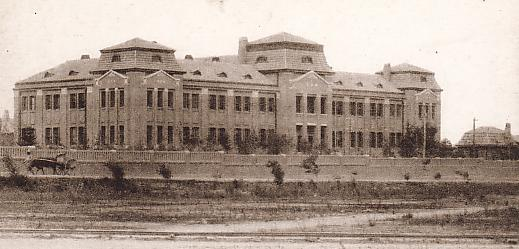
Văn phòng tỉnh Hamgyong Bắc trong thời kỳ Nhật Bản chiếm đóng.
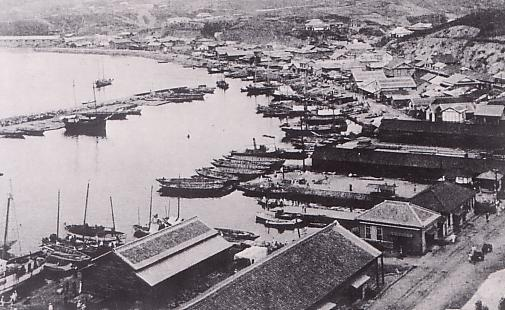
Cảng Cheongjin trong thời kỳ Nhật Bản chiếm đóng